# Rudno (powiat parczewski)
Rudno – wieś w Polsce położona w województwie lubelskim, w powiecie parczewskim, w gminie Milanów. Leży przy drodze wojewódzkiej nr 813.
| SIMC    | Nazwa          | Rodzaj              |
| ------- | -------------- | ------------------- |
| 1023368 | Leonówka       | część wsi           |
| 0016550 | Rudno Drugie   | część wsi (do 2023) |
| 0016567 | Rudno Pierwsze | część wsi (do 2023) |
| 0016573 | Rudno Trzecie  | część wsi (do 2023) |

Wieś ekonomii brzeskiej w drugiej połowie XVII wieku. W latach 1975–1998 miejscowość należała administracyjnie do województwa bialskopodlaskiego.
Na terenie wsi utworzono trzy sołectwa Rudno I, Rudno II i Rudno III. Według Narodowego Spisu Powszechnego z roku 2011 wieś liczyła 805 mieszkańców.

## Historia
Najstarsze ślady obecności człowieka na terenie dzisiejszego Rudna pochodzą z okresu kultury amfor kulistych. W 1550 roku król Zygmunt August zezwolił na wybudowanie w Rudnie cerkwi pw. Przemienienia Pańskiego. W tym mniej więcej czasie Rudno liczyło ponad 450 mieszkańców, było siedzibą wójtostwa i należało do dóbr królewskich w starostwie wohyńskim. Znajdowało się na obszarze sporów terytorialnych pomiędzy Koroną a Litwą. W latach 1874–1875 Rudno zamieszkiwało około 800 osób. Objęła je wówczas fala prześladowań władz carskich w związku z kasacją Unii brzeskiej. Miejscowi unici w zdecydowanej większości nie chcieli przejść na prawosławie co spotkało się z konfiskatami majątków, karami bicia, więzienia i zsyłki na Syberię. 30 maja 1940 roku miała miejsce w Rudnie zbrodnia niemiecka. Grupa esesmanów aresztowała 49 mężczyzn i rozstrzelała ich w pobliskim lesie. Spalili następnie wiele budynków mieszkalnych i gospodarczych. Zginął m.in. ksiądz proboszcz Roman Ryczkowski.
W latach 1814–1816 w Rudnie wybudowano cerkiew unicką, którą w latach 1874–1915 zamieniono na cerkiew prawosławną. Od 1919 roku służy ona jako kościół przywróconej parafii rzymskokatolickiej Przemienienia Pańskiego i św. Andrzeja Boboli. W 1966 roku wpisano świątynię do rejestru zabytków. W roku 1993 wpisano do rejestru zabytków także datowany na lata 1872–1874 cmentarz zwany epidemicznym.